# Callistemon linearis
Callistemon linearis là một loài thực vật có hoa trong Họ Đào kim nương. Loài này được (Schrad. & J.C.Wendl.) Colv. ex Sweet mô tả khoa học đầu tiên năm 1826.

## Hình ảnh

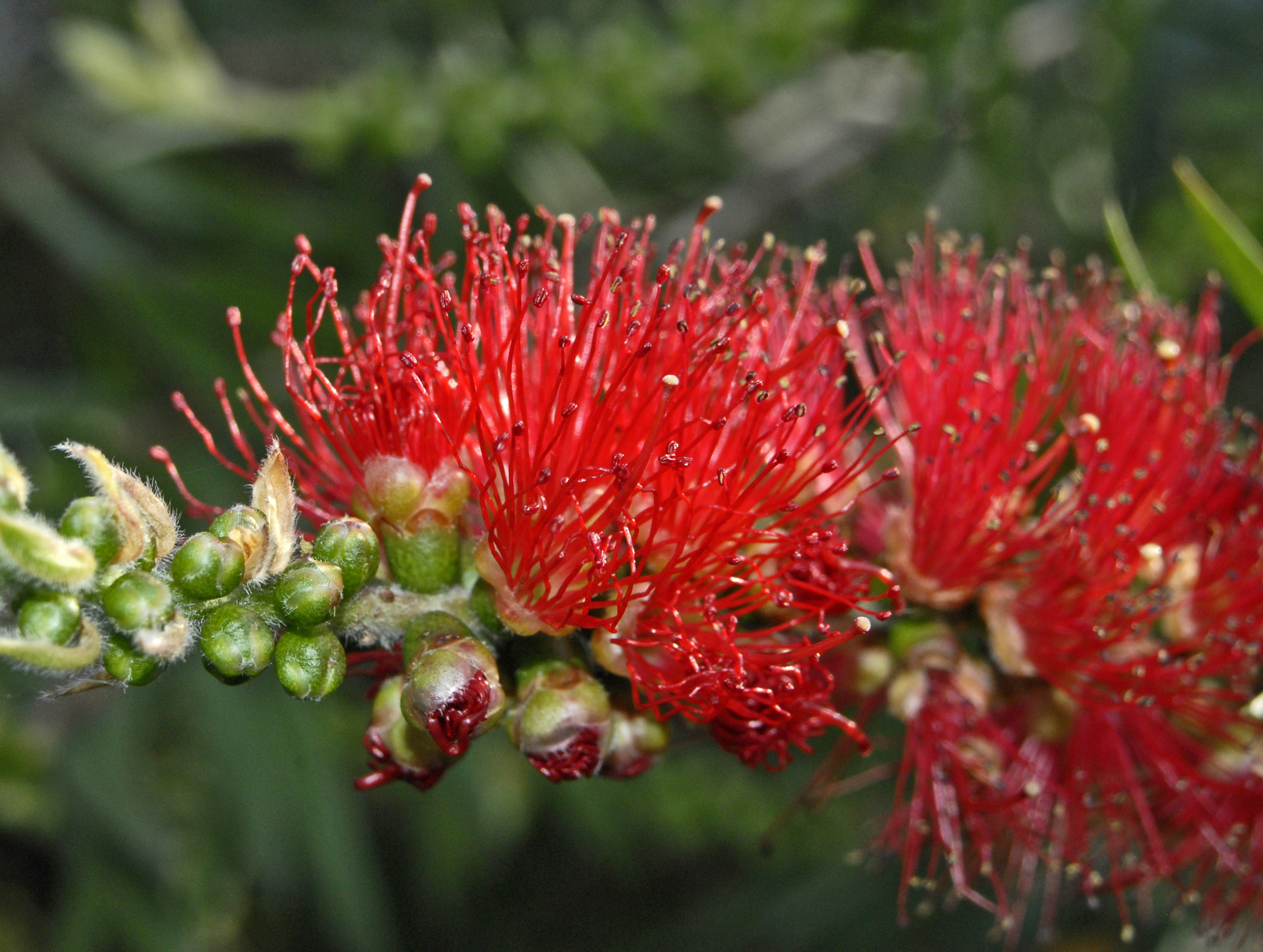